# Domenico Laboccetta
Domenico Laboccetta (Messina, 9 maggio 1823 – Napoli, 5 agosto 1896) è stato un violoncellista e cantante italiano.
Valente strumentista compose svariati pezzi di musica per violoncello e, come cantante lirico, fu apprezzato sia in Italia che in Europa e nelle Americhe.

## Biografia
Nacque in una famiglia povera a Messina da Giuseppe e Giacomina Raffa che ancora in tenera età lo affidarono all’Orfanotrofio di Reggio Calabria dove, avendo precocemente rivelato il proprio talento musicale, ebbe modo di apprendere i primi rudimenti della musica e di appassionarsi allo studio del violoncello.
Nel 1830, a soli sette anni, diede un saggio delle proprie capacità strumentali al Teatro Nuovo di Messina, ora detto Teatro Vittorio Emanuele II e nel 1834 il padre, che aveva deciso di farlo continuare in quello studio, si rivolse per un sostegno al sindaco di Messina che riuscì a far ammettere gratuitamente il fanciullo undicenne al Conservatorio San Pietro a Majella di Napoli. Qui dal 1835 fu allievo, assieme a Gennaro Giarritiello, Carlo Mercadante, Domenico Grimaldi ed altri, di Gaetano Ciandelli con il quale studiò approfonditamente la tecnica del violoncello Fu seguendo l’insegnamento del maestro, che raccomandava di esercitarsi cantando e facendo cantare lo strumento, secondo una prassi che Ciandelli stesso aveva appreso da Paganini, Laboccetta evidenziò di essere dotato anche di una voce tenorile gradevole e perfettamente intonata.
Nel 1841 entrò a far parte dell'orchestra del Teatro San Carlo di Napoli come primo violoncello. Nell'ambiente teatrale fece la conoscenza dell’allora celebre tenore Giovanni Basadonna che, avendolo apprezzato come violoncellista, lo aiutò a perfezionarsi nella pratica del belcanto lirico.
Nel 1842 esordì al Teatro Nuovo di Napoli con La sonnambula di Vincenzo Bellini riportando un successo tale che Laboccetta fu riconfermato per varie stagioni e inoltre «...ebbe il conforto di veder scritti appositamente per la sua voce vari spartiti...»: «Gli zingari» di Valentino Fioravanti, «Le miniere di Freiberg» di Errico Petrella, la «Luisetta»di Giovanni Pacini e in particolare la «Leonora» di Saverio Mercadante la cui prima rappresentazione ebbe luogo al Teatro Nuovo di Napoli il 5 dicembre 1844.
Frattanto, il 18 gennaio 1843, era stato chiamato come tenore a solennizzare i funerali di Antonio di Borbone con una Messa funebre eseguita nel Monastero di Santa Chiara in Napoli con orchestra della quale faceva parte anche Gaetano Ciandelli.
Come tenore fece varie tournée all'estero. Nel 1856 andò a Siviglia ma fu costretto a tornare a Napoli per assistere la moglie che si era gravemente ammalata.; nel 1859 partì per gli Stati Uniti esibendosi con successo nei teatri di New York, Boston, Filadelfia e Baltimora. Si recò poi in Brasile dove si procurò molti amici ed estimatori, senza tralasciare di compiere tournée in altre importanti città europee come Londra, Vienna, Berlino e Amburgo. 
Nei primi  anni 70 gli fu affidata la cattedra di violoncello presso il Conservatorio S. Pietro a Majella succedendo in questo a Gennaro Giarritiello, un incarico che conservò per quasi vent’anni (. Tra i suoi allievi ebbe il violoncellista Giuseppe Magrini al quale trasmise la scuola violoncellistica napoletana appresa da Gaetano Ciandelli. Dopo di lui la cattedra passò a Luigi Stefano Giarda.
Lungo tutto l'arco della sua carriera di violoncellista si dedicò anche alla composizione di svariati brani per violoncello sia solistici sia con accompagnamento di pianoforte, orchestra o altri violoncelli.
Morì a Napoli il 5 agosto 1896.

### Annotazioni
1. ↑  «...alla sola condizione che la domenica suonasse nella di lui casa i quartetti di Haydn...».

### Fonti
1. 1 2 3 4 5   Enrica Donisi, La scuola violoncellistica di Gaetano Ciandelli, Bologna, Libreria Musicale italiana, 2016,  p. 134.
2. 1 2 3 4 5 6 7   Francesco Regli, Dizionario Biografico dei più celebri poeti ed artisti melodrammatici, Torino, Tipografia Enrico Dalmazzo, 1860.
3. ↑  Donisi 2016, p. 12.
4. ↑   Luigi Forino, Il violoncello, il violoncellista e i violoncellisti, collana Manuali Hoepli, Milano, Hoepli, 1905.
5. 1 2  Donisi 2016, p. 135.
6. 1 2 3  Donisi 2016, p. 136.
7. ↑   Francesco Vatelli e Mario Corti, Violoncello, su Dizionario Biografico degli Italiani, 1º gennaio 1937. URL consultato il 24 novembre 2022.
8. 1 2  Forino 1905, p. 381.
9. ↑  Donisi 2016, p. 137.